# Katharina Wagner
Katharina Friederike Wagner, född 21 maj 1978 i Bayreuth, är en tysk operaregissör och är chef för Festspelen i Bayreuth. Hon är dotter till Wolfgang Wagner och Gudrun Wagner (född Armann), barnbarnsbarn till Richard Wagner och barnbarnsbarn till den ungerske kompositören Franz Liszt.

## Biografi
Hon växte upp i Bayreuth, studerade teatervetenskap vid Freie Universität Berlin och arbetade som regiassistent till Harry Kupfer vid Staatsoper i Berlin och vid Festspelen i Bayreuth (Mästersångarna i Nürnberg 1996, Lohengrin 1999, Tannhäuser 2002, Parsifal 2004).
Hon har regisserat Den flygande holländaren i Würzburg 2002, Lohengrin i Budapest samt Giacomo Puccinis Triptyk vid Deutsche Oper Berlin. Här och i senare uppsättningar – som alla fick ett mycket kontroversiellt mottagande av publik och press – skilde hon sig tydligt från sin fars registil. I samband med sin eftertryckligt provokativa Mästersångare i Bayreuth 2007 anklagades hon för att ännu inte ha hittat sin konstnärliga profil och för att ha brister i regin. Uppsättningen var både utbuad och hyllad av publik såväl som press.
Från 2001 och framåt hjälpte Katharina Wagner också sin far med hanteringen av Festspelen och stöddes av honom som en potentiell efterträdare. Hon bidrog till att få nya regissörer som Christoph Schlingensief till Bayreuth och stärkte teaterns PR-arbete – vilket ledde till att hon anklagades för populism. År 2007 gjorde hon repetitioner tillgängliga för journalister för första gången; År 2008 tog hon initiativ till direktsändning i bild och ljud av ett Festspelsframträdande till Bayreuth Volksfestplatz..
Efter många år av diskussioner om Bayreuthfestspelens framtid, varav en del var känslosamma i offentligheten, gick Wolfgang Wagner i april 2008 med på att avgå till förmån för sina två döttrar – Katharina och hennes halvsyster Eva Wagner-Pasquier. Detta följde på en stor familjetvist. De valdes framför sin kusin Nike Wagner och den belgiske operachefen och administratören Gerard Mortier, som hade lagt ett sent gemensamt anbud på regissörsposten den 24 augusti. Som ett resultat av detta lämnade de båda kvinnorna, som aldrig hade träffats tidigare, in en gemensam ansökan till styrelsen, som godkändes den 1 september 2008 med en majoritet på 22 röster (med 2 nedlagda röster). Sedan september 2015 är Katharina Wagner ensam chef för festivalen.
Sedan vinterterminen 2010/11 är Katharina Wagner hedersprofessor i regi vid Hanns Eisler School of Music i Berlin. I oktober 2010 planerade Wagner att besöka Israel för att bjuda in Israels kammarorkester att spela en konsert i juli 2011 i Bayreuths stadshus, för att få ett slut på en bojkott av Wagners musik i Israel efter 1945. Hennes besök ställdes in efter fientlighet från överlevande från Förintelsen.
I slutet av april 2020 meddelades att Wagner var "sjukskriven under en längre tid" och därför inte skulle kunna ta över ledningen av Bayreuthfestspelen "tills vidare". Den konstnärliga ledaren behandlades på universitetssjukhuset i Regensburg för en akut lungemboli, där hon låg i koma i sex veckor, men var "helt återställd" och kommer snart att återuppta sitt arbete, enligt en intervju i Passauer Neue Presse i mitten av september 2020.
Katharina Wagner har utsetts till ledamot av universitetsrådet vid Nürnbergs musikuniversitet från och med den 1 april 2021.

## Uppsättningar
- Den flygande holländaren (Würzburg)
- Lohengrin (Budapest)
- Mästersångarna i Nürnberg (Bayreuth)
- Rienzi (Bremen)
- Tristan och Isolde (Bayreuth)
- Lohengrin (Barcelona, 2020) Katharinas nya uppsättning, och hennes debut i Barcelona, ställdes in på grund av COVID-19 pandemin i Spanien.[25]